# Bernard Mallet (1900-1971)
Pour les articles homonymes, voir Bernard Mallet et Mallet.
Bernard Mallet, né à Vincennes le 27 mars 1900 et mort à Paris le 14 juillet 1971, est un industriel et militant royaliste français.

## Biographie
Bernard Marie Joseph Mallet est issu d'une famille de militaires. Il épouse le 25 juillet 1923 Yvonne Brissonneau, fille d'Émile Brissonneau (décédé en 1930), industriel contrôlant les établissements Brissonneau et Lotz, une entreprise de construction mécanique, avec des usines à Nantes et Creil. Il aura plusieurs enfants dont Bernard Mallet (1924-2013) qui sera aussi militant royaliste.
Il dirige la société familiale avec ses deux beaux-frères, Marcel et Michel Brissonneau ; il est vice-président puis, à la mort de Marcel Brissonneau, président en 1959 des établissements Brissonneau et Lotz, jusqu’à sa démission en juin 1970.
Durant les années 1950, il est membre du Centre des jeunes patrons. Il compte parmi les premiers militants du mouvement royaliste la Restauration nationale qui succède à l'Action française de Charles Maurras. À la suite du décès de Louis-Olivier de Roux en septembre 1962, Bernard Mallet prend la place de ce dernier en tant que président des Comités directeurs de l'Action française (RN). En 1971, malade, il doit affronter la scission qui a donné le jour à la Nouvelle Action française.
Il a été un proche du Centre d'études politiques et civiques. 
Il meurt le 14 juillet 1971.